# Küttigkofen
Küttigkofen is een plaats en voormalige gemeente in het Zwitserse kanton Solothurn en maakt deel uit van het district Bucheggberg.
Küttigkofen telt 260 inwoners.

## Geschiedenis
Op 1 januari 2014 fuseerde Küttigkofen met Aetigkofen, Aetingen, Bibern, Brügglen, Gossliwil, Hessigkofen, Kyburg-Buchegg, Mühledorf en Tscheppach tot de gemeente Buchegg.

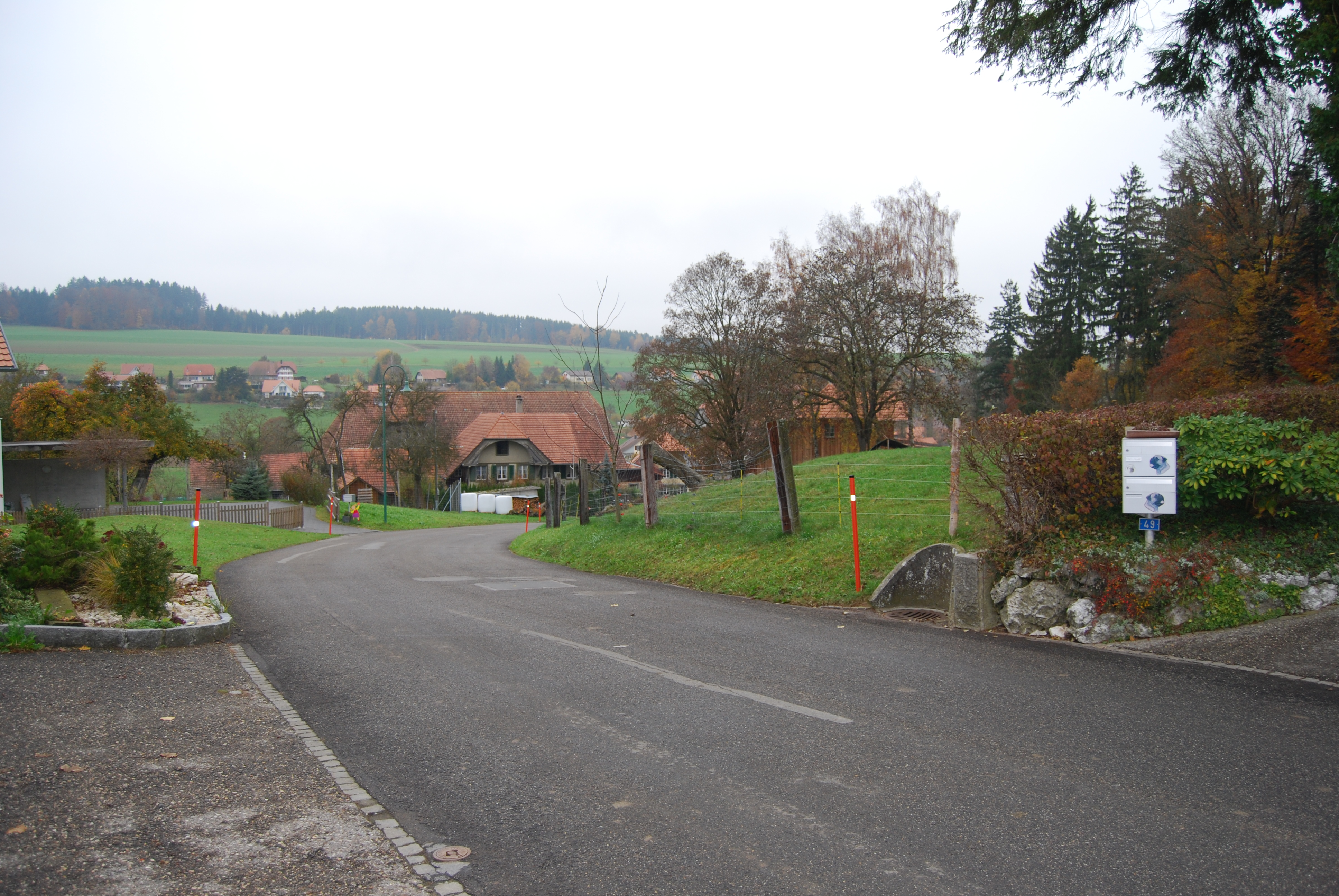
Küttigkofen